# Puchar Księcia Williama
Puchar Księcia Williama – przechodnie trofeum ustanowione w roku 2007, przyznawane zwycięzcy pojedynku pomiędzy reprezentacjami Walii oraz Republika Południowej Afryki w rugby union (z wyłączeniem meczów w ramach Pucharu Świata). Puchar został ustanowiony z okazji stuletniej historii meczów pomiędzy Walią i Republika Południowej Afryki w rugby union. Książę William, który jest Vice Royal Patron(ang. wicepatron królewski) WRU został wybrany na patrona tego trofeum, wręczył je również osobiście po pierwszym spotkaniu w roku 2007 drużynie Republika Południowej Afryki.

## Trofeum
Trofeum ma kształt wazonu osadzonego na dębowym postumencie z mapami obydwu krajów wyrytymi na całej powierzchni. Krawędź pucharu symbolizuje góry Walii, a na jego powierzchni wyryto cytat Nelsona Mandeli: The greatest glory in living lies not in never falling, but in rising every time we fall. Trofeum jest wykonane ze srebra przez duet walijskich jubilerów: Mari Thomas z Llanelli oraz Nicola Palterman z Neath. Wzór trofeum został zatwierdzony wcześniej przez księcia Williama.

## Spór o nazwę
Wybór nazwy wywołał wiele kontrowersji, postulowano o zmianę nazwy na Puchar Cwpan Ray Gravell na cześć zawodnika drużyny walijskiej, Raya Gravella, który zmarł w roku 2007. Sprawa zmiany nazwy Pucharu była dyskutowana nawet na posiedzeniach Walijskiego Zgromadzenia Narodowego. Ostatecznie jednak Puchar pozostał przy swojej nazwie.

## Wyniki
| Rok  | Data         | Stadion                           | Gospodarz         | Wynik | Gość              | Zdobywca Trofeum  | Źródło |
| ---- | ------------ | --------------------------------- | ----------------- | ----- | ----------------- | ----------------- | ------ |
| 2018 | 24 listopada | Millennium Stadium, Cardiff       | Walia             | 20–11 | Południowa Afryka | Walia             | [ 5 ]  |
| 2018 | 2 czerwca    | RFK Stadium, Waszyngton           | Południowa Afryka | 20–22 | Walia             | Walia             | [ 6 ]  |
| 2017 | 2 grudnia    | Millennium Stadium, Cardiff       | Walia             | 24–22 | Południowa Afryka | Walia             | [ 7 ]  |
| 2016 | 26 listopada | Millennium Stadium, Cardiff       | Walia             | 27–13 | Południowa Afryka | Walia             | [ 8 ]  |
| 2014 | 29 listopada | Millennium Stadium, Cardiff       | Walia             | 12–6  | Południowa Afryka | Walia             | [ 9 ]  |
| 2014 | 14 czerwca   | Mbombela Stadium, Nelspruit       | Południowa Afryka | 31–30 | Walia             | Południowa Afryka |        |
| 2014 | 7 czerwca    | Kings Park Stadium, Durban        | Południowa Afryka | 38–16 | Walia             | Południowa Afryka |        |
| 2013 | 9 listopada  | Millennium Stadium, Cardiff       | Walia             | 15–24 | Południowa Afryka | Południowa Afryka |        |
| 2010 | 13 listopada | Millennium Stadium, Cardiff       | Walia             | 25–29 | Południowa Afryka | Południowa Afryka |        |
| 2010 | 5 czerwca    | Millennium Stadium, Cardiff       | Walia             | 31–34 | Południowa Afryka | Południowa Afryka |        |
| 2008 | 8 listopada  | Millennium Stadium, Cardiff       | Walia             | 15–20 | Południowa Afryka | Południowa Afryka |        |
| 2008 | 14 czerwca   | Loftus Versfeld Stadium, Pretoria | Południowa Afryka | 37–21 | Walia             | Południowa Afryka |        |
| 2008 | 7 czerwca    | Free State Stadium, Bloemfontein  | Południowa Afryka | 43–17 | Walia             | Południowa Afryka |        |
| 2007 | 24 listopada | Millennium Stadium, Cardiff       | Walia             | 12–34 | Południowa Afryka | Południowa Afryka |        |